# António Rodrigues Sampaio

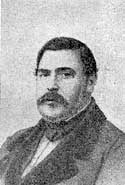
António Rodrigues Sampaio.

António Rodrigues Sampaio (São Bartolomeu do Mar, 25 juli 1806 - Sintra, 13 september 1882) was een Portugees politicus ten tijde van de monarchie. Hij was een prominent lid van de Regeneratiepartij, meermaals minister van Binnenlandse Zaken en voor korte tijd premier van Portugal.

## Levensloop
Rodrigues Sampaio was actief als politiek journalist en ondersteunde de strijd van de liberalen (aanhangers van een constitutionele monarchie) tegen het absolutisme. Toen de absolutisten tijdens de heerschappij van koning Michaël I de macht hadden, zat hij van 1828 tot 1831 wegens zijn liberale gedachtegoed in de gevangenis. Nadat de liberalen de Miguelistenoorlog hadden gewonnen, werd hij aanhanger van de setembristen van João Carlos de Saldanha Oliveira e Daun. Hij werd lid van diens Regeneratiepartij en in 1851 werd hij verkozen tot parlementslid. 
In 1870, tijdens de vierde regering van Saldanha, was hij minister van Binnenlandse Zaken. Nadat Saldanha na de val van zijn regering de politiek verliet, werd António Maria de Fontes Pereira de Melo de nieuwe leider van de partij. In diens eerste regering was hij van 1871 tot 1877 minister van Binnenlandse Zaken, wat hij in 1879 opnieuw was in de tweede regering van Fontes Pereira de Melo. In 1879 kwamen de Progressieven onder leiding van Anselmo José Braamcamp aan de macht. In 1881 bracht Fontes Pereira de Melo de regering-Braamcamp ten val, maar omdat hij dacht dat hij impopulair was, liet hij het premierschap aan Rodrigues Sampaio. Na korte tijd nam Fontes Pereira de Melo in hetzelfde jaar nog het premierschap over en Rodrigues Sampaio trad zonder tegenstand af als premier. 
- Biblioteca Nacional de España: XX1702777
- Bibliothèque nationale de France: cb12004157n (data)
- Gemeinsame Normdatei: 1199053228
- International Standard Name Identifier: 0000 0000 6741 847X
- Library of Congress Control Number: n85119818
- Système universitaire de documentation: 083869670
- Virtual International Authority File: 11278768
- WorldCat: E39PBJwdb7jYG6y7ggTKjx3qQq